# 덴웨이 자동차
덴웨이 자동차(영어: Denway Motors)는 홍콩 증권거래소에 상장된 지주회사이다.